# Whitmore Hall
Whitmore Hall est la maison de la famille Cavenagh-Mainwaring à Whitmore, Staffordshire. Bâtiment classé Grade I, la maison est désignée maison d'un intérêt architectural et historique exceptionnel et constitue un bel exemple de petit manoir de style caroléen.

## Histoire
Au moment de la conquête normande, le manoir de Whitmore est détenu par un certain Richard le Forestier. Whitmore apparaît dans le Domesday Book et est évalué à 10 shillings. En 1204, il appartient à William Boterel, décrit comme « Dominus de Whitmore juxta Nova Castrum sub Lina » (seigneur de Whitmore près de Newcastle-under-Lyme). Le domaine passe à la famille Mainwaring en 1519, par l'intermédiaire des descendants d'une héritière Boterel, Alice Boghay. Depuis, leurs descendants sont propriétaires du domaine. Les Mainwarings de Whitmore descendent des Mainwarings d'Over-Peover, Cheshire. Cinq Edward Mainwarings sont haut shérif du Staffordshire entre 1645 et 1767.
La maison est louée à partir de 1863 environ jusqu'à ce que la famille Cavenagh-Mainwaring reprenne l'occupation dans les années 1920. L'un des locataires, le fabricant de poterie Thomas Twyford, occupé la maison pendant 30 ans. Elle est aujourd'hui une résidence privée, ouverte au public deux jours par semaine entre mai et août.

## Architecture
La maison d'origine était recouverte de briques rouges sous le règne de Charles II et achevée vers 1676. Il a une façade à balustrade avec neuf travées et deux étages. Il y a une écurie élisabéthaine particulièrement bien conservée.